# Planudes taeniatus
Planudes taeniatus är en insektsart som beskrevs av Salvador de Toledo Piza Júnior 1944. Planudes taeniatus ingår i släktet Planudes och familjen Pseudophasmatidae. Inga underarter finns listade i Catalogue of Life.